# Marthe-Marguerite de Caylus
Marthe-Marguerite de Caylus, född Le Valois de Villette de Mursay, född 17 april 1673 i Échiré, död 15 april 1729 i Paris, var en fransk författare. Hon var kusindotter till Madame de Maintenon och är känd för sina memoarer, som skildrar livet vid det franska hovet.

## Biografi
Marthe-Marguerite de Caylus var dotter till Madame de Maintenons kusin markis Philippe de Villette-Mursay och Marie-Anne de Chateauneuf. År 1680 lät Madame de Maintenon kidnappa henne från hennes protestantiska föräldrar och föra henne till hovet, där hon fick konvertera till katolicismen. Hon blev omtyckt av både Madame de Maintenon och kung Ludvig XIV, och utbildades vid Maison royale de Saint-Louis. Hon deltog i uppsättningen av Jean Racines Esther på skolan tillsammans med skolans dåvarande elever, där hon fick stort beröm.
Marthe-Marguerite de Caylus gifte sig i Versailles den 14 mars 1686 med markis Anne III de Grimoard de Caylus (1666–1704) i ett äktenskap arrangerat av kungen och Madame de Maintenon. Hon beskrivs som vacker, intelligent och gladlynt. Det franska hovet hade vid den här tiden, efter kungens äktenskap med Madame de Maintenon, utåt blivit strängt religiöst, och hon klagade öppet över hur tråkigt hovet var, och orsakade en skandal genom att ha en kärleksaffär med François de Neufville, hertig de Villeroy. Kungen meddelade henne att om hon ansåg hovet tråkigt kunde hon lämna det, och hon tvingades 1695 att lämna hovet.
Marthe-Marguerite de Caylus blev änka 1705, och tilläts 1707 återvända till hovet. Hon beskrivs då fortfarande som vacker och gladlynt, men hade vid den tiden blivit mer intresserad av intellektuella diskussioner.
Efter Ludvig XIV:s död 1715 lämnade hon hovet och bosatte sig i Paris, där hon var en omtyckt societetsvärdinna till sin död. Hon skrev sina memoarer, som utgavs 1770.